# FC 헤겔만
FC 헤겔만(FC Hegelmann), 정식 명칭 푸트볼로 클럽 헤겔만(Futbolo klubas Hegelmann), 흔히 헤겔만(Hegelmann)으로 알려진 이 클럽은 카우나스구 라우돈드바리스에 위치한 리투아니아 프로 축구 클럽이다. 2022년 1월 이전에는 FC 헤겔만 리타우엔(FC Hegelmann Litauen)이라는 이름으로 활동했다. 이 클럽은 리투아니아 축구 1부 리그인 A 리가(A Lyga)에서 뛰고 있다.

## 역사
이 클럽은 2009년 초 독일계 화물 운송 및 물류 회사인 헤겔만 트랜스포트(Hegelmann Transporte)에 의해 FC 헤겔만 리타우엔(FC Hegelmann Litauen)이라는 이름으로 창단되었다. 헤겔만은 안톤 헤겔만의 성에서 따왔고, 리타우엔은 독일어로 리투아니아를 의미한다. 2022년 1월, 클럽은 로고와 공식 명칭을 FC 헤겔만으로 변경하고 '리투아니아'라는 단어를 삭제했다.
FC 헤겔만은 리투아니아 하위 리그에서 시작했지만, 2018년 II 리가에서 1위를 차지하며 두 번째로 높은 리그인 I 리가로 승격했다. 이 클럽은 2019년 LFF I 리가에서 7위를 차지했다. 그럼에도 불구하고 클럽은 2020년 A 리가 참가 신청을 제출했다. 이후 신청을 철회하고 2부 리그에 남았다. 2020 시즌, 클럽은 I 리가에서 2위를 차지하며 A 리가로 승격했다.
2021년 1월, 아르투라스 라모슈카 감독을 대신하여 안드리우스 스켈라가 신임 감독으로 부임했다. 헤겔만 감독은 리투아니아 1부 리그 데뷔 시즌을 5위로 마쳤다.
2022년 리투아니아 풋볼 컵에서 클럽은 준결승에서 FK 파네베지스를 꺾고 컵 결승에 처음으로 진출했다. 결승전은 FK 잘기리스에게 연장전 끝에 1-2로 패했다. 2022년 A-리가 시즌에 헤겔만 클럽은 4위를 차지하며 2023-24 UEFA 유로파 컨퍼런스 리그 1차 예선에 진출했다. 클럽 역사상 첫 유럽 경기인 이 경기에서 마케도니아 클럽 KF 슈쿠피와 맞붙었다. 원정 경기는 무득점으로 끝났지만, 헤겔만은 홈 경기에서 0-5로 패하며 대회에서 탈락했다. 2023년 A-리가 시즌을 5위로 마감했다.
2023년 7월, 주단 알리가 클럽의 기술 이사 겸 여자 시니어 팀의 감독으로 부임했다. 알리의 리투아니아 1부 리그 데뷔 시즌에 그는 팀을 최하위에서 3위로 이끌었고, 클럽의 기술 고문으로서 2025 UEFA 컨퍼런스 리그 진출 자격을 얻었다.

## 선수 명단

### 현역
참고: FIFA 자격 규정에 따라 소속된 국가대표팀 국기를 표시합니다. 선수는 복수의 FIFA 비회원국 국적을 가지고 있을 수 있습니다.
| 번호 | 포지션 | 국적 | 이름 |
| ---- | ------ | ---- | ---- |

| 번호 | 포지션 | 국적 | 이름 |
| ---- | ------ | ---- | ---- |

## 역대 감독
| 감독              | 임기   |
| ----------------- | ------ |
| 안드류스 스케를라 | 2021 ~ |